# Dilexit nos
Dilexit nos (hrv. On koji nas uzljubi) četvrta je enciklika pape Franje s podnaslovom „O ljudskoj i božanskoj ljubavi Srca Isusa Krista”. Slično prethodnim enciklikama, u „Dilexit nosu” papa Franjo kritizira suvremene pojave, poput individualizma, društvenih i ekonomskih nejednakosti i „uporabe tehnologije koja ugrožava našu ljudskost”, te poziva na ponovno otkrivanje „srca” kao puta prema jedinstvu, miru, i pomirenje u modernom dobu.
Papa Franjo je u lipnju 2024. najavio da će objaviti dokument posvećen pobožnosti Srca Isusova, a objavljen je 24. listopada 2024.
Enciklika je opisana kao manje izravno usmjerena na politička ili društvena pitanja, a više duhovna od svojih prethodnika „Laudato si''” i „Fratelli tutti”. Međutim, nadbiskup Bruno Forte iz Dikasterija za nauk vjere, koji je encikliku predstavio na tiskovnoj konferenciji, opisao ju je relevantnom za „dramatične izazove sadašnjeg vremena”.

## Pozadina
„Dilexit nos” slijedi niz papinskih enciklika u potpunosti posvećenih Presvetom Srcu, nasljeđujući enciklike: „Annum sacrum” pape Lava XIII. iz 1899.,„Miserentissimus Redemptor” pape Pija XI. iz 1928. i „Haurietis aquas” pape Pija XII. iz 1956.
U prvoj bilješci, papa Franjo navodi kao nadahnuće spise Diega Faresa SJ, argentinskog isusovca.